# Drosera glanduligera
Drosera glanduligera ist die einzige Art der Sektion Coelophylla aus der Pflanzengattung Sonnentau (Drosera) innerhalb der Familie der Sonnentaugewächse (Droseraceae). Diese fleischfressende Pflanze kommt nur in Tasmanien und im südlichen Australien vor.

## Beschreibung

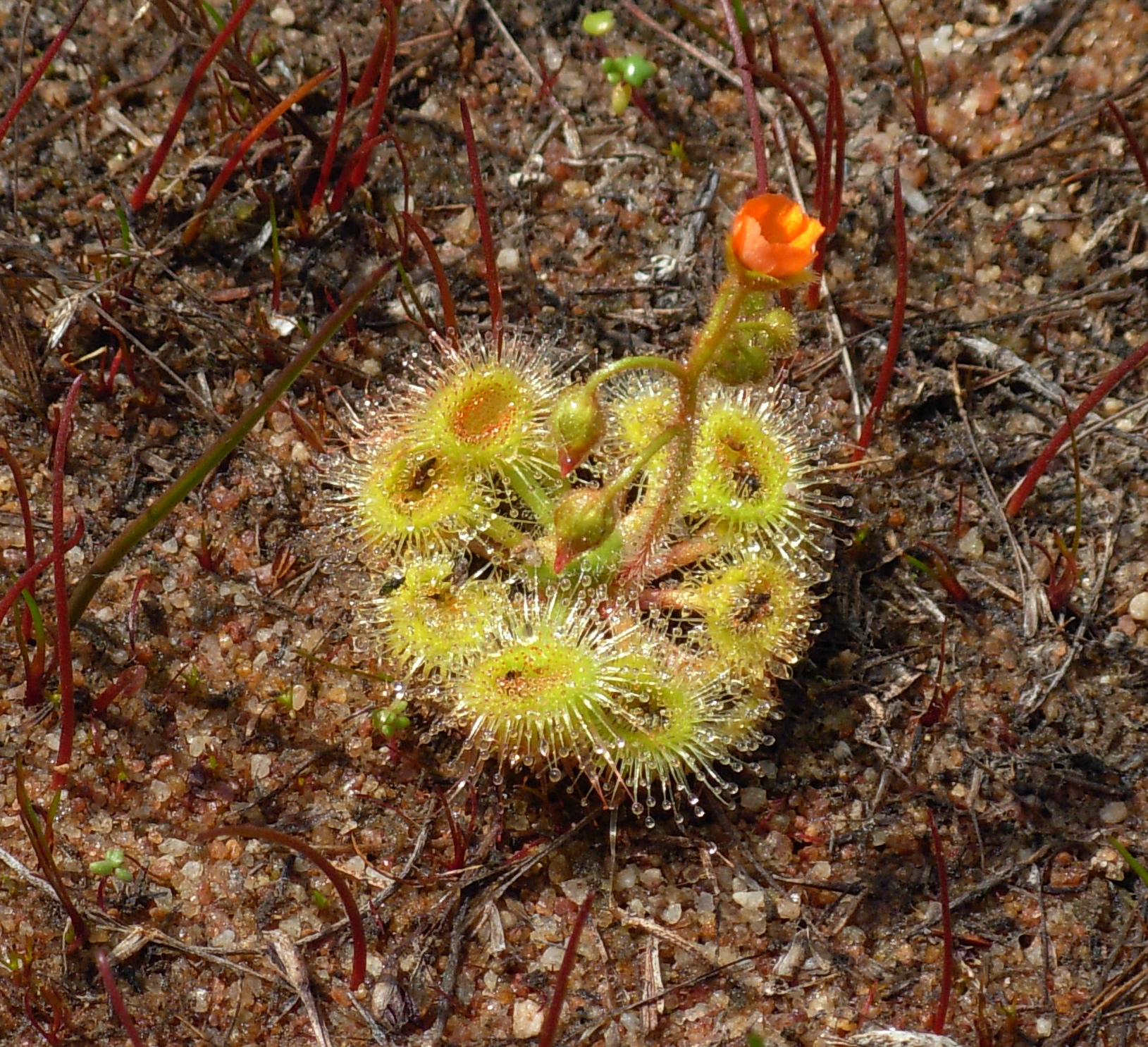
Blattrosette und Blütenstand mit Blütenknospen und Blüte

### Vegetative Merkmale
Drosera glanduligera wächst als einjährige krautige Pflanze mit einer sehr kurzen Lebensdauer. Die grundständigen Blattrosetten erreichen Durchmesser von 3 bis 5 Zentimetern. Nebenblattknospen ("Gemmae") im Zentrum der Blattrosetten werden nicht gebildet.
Die Laubblätter sind in Blattstiel und Blattspreite gegliedert. Die Blattspreite ist bei einer Länge von 5 bis 6 Millimetern sowie einer Breite von 7 bis 8 Millimetern ei- bis spatelförmig mit einer starken Eindellung im Zentrum.
Die Nebenblätter weisen Längen sowie Breiten von 2 bis 2,5 Millimetern auf, sind gefranst und mit der Basis des Blattstiels verwachsen.

### Generative Merkmale

Samen (REM-Aufnahme). Quelle: Poppinga et al. (2012)

Die Blütezeit reicht in Australien von August bis November. Die Tragblätter besitzen zwei oder drei Fransen, die jeweils mit einer 1 bis 1,5 Millimeter langen Leimdrüse versehen sind. Meist fehlen die Tragblätter oder sie treten einzeln oder zu zweit an der Basis des Blütenstandschaftes auf.
Die zwittrigen Blüten sind radiärsymmetrisch und fünfzählig mit doppelter Blütenhülle. Die Blütenhülle ist imbrikat, mit je einem untersten und einem obersten Kelch- und Kronblatt. Die gold-grünen Kelchblätter sind bei einer Länge von 4 bis 4,5 Millimetern sowie einer Breite von 1,5 bis 2 Millimetern eiförmig; sie sind dicht mit Leimtentakeln besetzt und besitzen drüsenbesetzten fransigen Anhängen. Die leuchtend orangefarbenen Kronblätter sind 4,5 bis 5 Millimeter breit. Die fünf Staubblätter sind 3 bis 3,2 Millimeter lang mit weiß-roten Staubfäden. Der grüne Fruchtknoten ist bei Durchmessern sowie Längen von 1,3 bis 1,5 Millimetern eiförmig. Die drei 0,2 bis 0,3 Millimeter breiten orangefarbenen Griffel erstrecken sich an der Basis 1,8 bis 2 Millimeter horizontal, biegen sich dann weitere 1,8 bis 2 Millimeter nach oben und teilen sich dort in vier bis sieben bleistiftförmige Segmente.
Die Samen sind dunkelgrau, rund mit konkaven Testazellen, in denen sich epikutikuläre Wachskristalloide befinden.

### Chromosomenzahl
Die Chromosomenzahl beträgt 2n = 22.

## Blatt / Fallenfunktion
Drosera glanduligera besitzt katapultierende Schnelltentakel mit einem drüsenlosen, abgehobenen Kopf, der für die Gattung Drosera einzigartig ist. Die stark verlängerten Katapulte liegen ähnlich den Signalfäden mancher Spinnenarten weit ausladend am Boden auf. Hochgeschwindigkeitsaufnahmen der Plant Biomechanics Group der Universität Freiburg zeigten, dass die Berührung der Katapultköpfe nach 400 ms Reaktionszeit eine sehr schnelle Biegung in der Gelenkzone im unteren Drittel des Blattstiels auslöst. Dadurch wird die Beute innerhalb von 75 Millisekunden mit einer Beschleunigung von 7,98 m s−2 von der Peripherie der Blattrosette meist rücklings in das klebrige Zentrum geschleudert. Der Aufprall auf die wesentlich kürzeren und senkrecht auf der Blattspreite stehenden drüsigen Leimtentakel löst die zweite Phase des zweistufigen Fangprozesses aus. Die Beute wird dadurch in 1 bis 2 Minuten durch Biegung zur Blattmitte in eine abaxial deutlich sichtbare, sackartige Vertiefung im Blattzentrum – die sogenannte Verdauungsmulde – transportiert, wo sie durch Enzyme aufgeschlossen wird.
Die Gelenkzone dieser katapultierenden Schnelltentakel wird aufgrund des hohen hydraulischen Drucks während der Biegung durch Aufplatzen zerstört, weshalb diese Katapulte jeweils nur einmal funktionieren. Die in alle Richtungen beweglichen Leimtentakel bleiben dagegen voll funktionsfähig und biegen sich nach dem Abladen der Beute in der Verdauungsmulde nach einigen Stunden in ihre Ausgangslage zurück. Dadurch stehen sie wieder für den Transport neuer Beute zur Verfügung, die von den bis zu 18 Katapulten eines Blattes geliefert werden. Dieser zweistufige Fangmechanismus aus einer sehr schnellen Katapultbewegung in Kombination mit einem in 1 bis 2 Minuten ablaufenden Transport der Beute durch die Leimtentakel wurde von Wissenschaftlern der Albert-Ludwigs-Universität Freiburg als "Katapult-Leimfalle" benannt. Das dem PLOS ONE-Artikel zugehörige Video (rechts) mit den in 75 ms katapultierten Fruchtfliegen (Drosophila spec.) als Beute wurde 2012 von der Redaktion des Magazins Bild der Wissenschaft zum Video der Woche erkoren. Weitere Katapult-Leimfallen, die im Bereich von Zehntelsekunden zuschnappen und mehrmals funktionieren, wurden 2015 in der Drosera Sektion Bryastrum (Zwergsonnentau) beschrieben: Drosera microscapa, Drosera occidentalis und Drosera pygmaea.
Durch die Katapulte besitzt die Gattung Drosera, deren Tentakelbewegung bislang als eher behäbig im Bereich von Sekunden eingestuft wurde, sogar einen schnelleren Fangmechanismus als die verwandte Venusfliegenfalle (Dionaea muscipula, etwa 100 ms).

## Chemie
Verschiedene Naphtochinone sind charakteristisch für einige Sonnentauarten (Drosera spec.) und Artengruppen, können daher für chemotaxonomische Abgrenzungen und Unterscheidungen verwendet werden (Schlauer & Fleischmann 2016). Besonders auffällige Parallelen zwischen Chemie und Systematik finden sich in den sogenannten australischen Stämmen („Australian clades“). So bilden die Zwergdrosera (Drosera Sektion Bryastrum Planch.) und ihre nahen Verwandten, die Drosera petiolaris-Gruppe (Drosera sect. Lasiocephala Planch.) gar keine Naphtochinone während die „Knollendrosera“ (Drosera Sektionen Ergaleium DC., Erythrorhiza (Planch.) Diels und Stolonifera (Planch.) DeBuhr) sowie die gegabelten Arten (Drosera sect. Phycopsis Planch.) Plumbagin (= 2-Methyljuglon) enthalten.
Drosera glanduligera (monotypische Drosera Sektion Coelophylla Planch.) dagegen, die bisher in Verdacht stand ein isoliertes Mitglied der Drosera Sektion Bryastrum zu sein, enthält Ramentaceon (= 7-Methyljuglon). Das wiederum findet sich bei einigen Arten (beispielsweise Drosera aquatica, Drosera hartmeyerorum) der Spinnenbein-Sonnentau (Drosera sect. Arachnopus Planch.), was sie von ihren Verwandten in der gleichen Sektion unterscheidbar macht, die Plumbagin enthalten (beispielsweise Drosera finlaysoniana, Drosera serpens).

## Ökologie
Drosera glanduligera wächst im australischen Winter auf feuchten Böden. Die Pflanzen sterben nach der Samenreife zu Beginn der Sommersaison vollständig ab. Die Trockenzeit überstehen sie als Samen und keimen, sobald die Temperatur zu Beginn der Wintersaison bei feuchtem Boden einige Nächte unter 8 bis 10 °C fällt.

## Wissenschaftliche Untersuchungen
Eine ausführliche Dokumentation (20 Min.) der Untersuchungen der Katapult-Leimfalle (Drosera glanduligera) in den Laboren der Plant Biomechanics Group der Universität Freiburg 2012 in Zusammenarbeit mit dem Ehepaar Hartmeyer und einem Schlusswort dazu von Thomas Speck, Leiter des Botanischen Gartens und der Plant Biomechanics Group der Universität Freiburg, ist online verfügbar (siehe Weblinks).

## Vorkommen
Drosera glanduligera kommt im südwestlichen sowie südöstlichen Australien und Tasmanien vor. An einigen Standorten ist Drosera glanduligera ziemlich häufig.

## Systematik
Die Erstbeschreibung von Drosera glanduligera erfolgte 1844 durch Johann Georg Christian Lehmann in Novarum et Minus Cognitarum Sitrpium Pugillus, 8. 1848 wurde Drosera glanduligera aufgrund ihrer Sonderstellung von Jules Émile Planchon in die monotypische Sektion Coelophylla Planch. innerhalb der Gattung Drosera gestellt.